# 莲麓镇
莲麓镇，是中华人民共和国甘肃省临夏回族自治州康乐县下辖的一个乡镇级行政单位。

## 行政区划
莲麓镇下辖以下地区：
大山沟村、地寺坪村、河口村、莲花山村、蛇路村、寺址村、枉子沟村、下扎村、线家湾村、斜角滩村、扎那山村和足古川村。